# Главы Киева
Ниже представлен список городских глав и градоначальников Киева, начиная с 1835 года — учреждения должности городского головы).

## Предыстория
В 1821 году  купец Кравченко подал жалобу на незаконное назначение одного из чиновников, и после были выявлены хищения из казны. Судебный процесс длился более десяти лет. Суд постановил взыскать с чиновников деньги и отстранить их от службы. Николай I решил упразднить киевских войтов, введя должность городского головы.
В 1831 году указом императора Николая Первого Магдебургское право было отменено по всей империи, кроме Киева, где оно сохранилось до 1835 года.

## Дореволюционный период (1835—1917)
В Российской империи градоначальник и городской голова — две разные должности, с разными функциями.
Градоначальником называлось должностное лицо с правами губернатора, управлявшее градоначальством (то есть городом, не находящемся в губернском подчинении; современным аналогом является Севастополь). Градоначальник назначался императором. Функция губернатора и соответственно градоначальника — «первый блюститель неприкосновенности прав верховной власти, польз государства и повсеместного, точного исполнения законов, уставов, высочайших повелений, указов правительствующего сената и предписаний начальства».
Городской голова — выборная должность, глава городского общественного самоуправления. Градоначальник осуществлял надзор за деятельностью городского самоуправления (в частности, городского головы).
Градоначальников в Киеве до 1917 года не существовало, так как город находился в губернском подчинении Киевской губернии.

Киевский городской голова был впервые избран в 1835 году.

### Городские головы
| Имя                                       | Период руководства            | Интересные факты |
| ----------------------------------------- | ----------------------------- | --- |
| Парфентий Михайлович Дегтерёв             | 19 марта 1835—1837            | Первый городской голова. Скончался 14 марта 1837 года на 41-м году жизни. В честь его сына, Михаила, известного своей благотворительной деятельностью, названа Дегтярёвская улица. |
| Павел Петрович Елисеев                    | 1837—1838                     | На выборах 1835 года занял второе место, заступил на пост после смерти Парфентия Дегтерёва. Как и его предшественник, был купцом из Калуги. В 1820-х годах основал в Киеве торговлю железом из Сибири. |
| Иван Иванович Ходунов                     | 1838—1841 1844—1847 1851—1853 | Купец, родом из Ярославской губернии. Открыл первый в Киеве завод восковых свечей, основал мыловаренный завод и завод сальных свечей. Владел домами и магазинами на Крещатике, Печерске, Липках, Подоле. Был одним из создателей крупнейшего в городе общества помощи бедным — «Сулимовка». При нём были заложены здания Университета Св. Владимира, Института благородных девиц, основаны Ботанический сад, обсерватория, построен анатомический театр, начато строительство Цепного моста. Неизменно переизбирался городским головой; в 1841 году отказался от должности из-за проблем со здоровьем, в 1847 году — в связи со смертью единственного сына, 4 июля 1853 года скончался. |
| Николай Семёнович Балабуха                | 1847—1851                     | Заступил на пост 10 декабря 1847 года вместо Ивана Ходунова. В 1904 его портрет был вывешен в зале заседаний городской думы. |
| Семён Никифорович Лычков                  | 1853—1854                     | Калужский купец. Имел недвижимость на Подоле. |
| Андрей Николаевич Бухтеев                 | 1854—1857                     | Купец 1-й гильдии, печерский домовладелец. В его честь в 1869 году была названа Бухтеевская улица (сейчас — улица Кутузова). |
| Григорий Иванович Покровский              | 1857—1860                     | Купец 2-й гильдии. Был старостой церкви Николы Набережного. |
| Иосиф Иосифович Завадский                 | 1860—1863                     | Родом из Вильно. Взял в аренду типографию Университета Св. Владимира и руководил ею более 30 лет. |
| Фёдор Ильич Войтенко                      | 1863—1870                     | Купец 3-й гильдии. Был избран на пост дважды — в 1863 и повторно в 1866 году. При нём был построен первый железнодорожный вокзал и железнодорожный мост через Днепр. |
| Павел Павлович Демидов (князь Сан-Донато) | 1871—1872 1873—1874           | Приобрел на углу Бибиковского бульвара и Новоалексеевской улицы усадьбу с двумя зданиями; в одном поселился сам, в другой перевел часть служб городской управы. Начал строительство нового здания городской Думы на Крещатике. С его именем связаны: реальное училище на Михайловской площади; ремесленная школа на Игоревской улице; мужская и женская гимназии на Подоле; Александровская больница; музыкальная школа. В ноябре 1874 года дума присвоила ему звание почётного гражданина Киева. |
| Густав Иванович Эйсман                    | 1872—1873 1879—1884           | Входил в первый состав городской управы (исполнительного органа думы). Был избран городским головой после отставки Демидова, ушел с должности после трагедии в семье (его дочь умерла от родов); в 1879 году победил Павла Демидова на выборах, в 1883 году был избран в третий раз, в апреле 1884 года скончался на посту. В 1882 году возникло Общество русской грамотности, в котором Эйсман также явился деятельным членом и в течение полутора года сам исполнял обязанности казначея общества. Также было построено Товарищество взаимного кредита, что способствовало развитию строительства в Киеве. |
| Николай Карлович Ренненкампф              | 1875—1879                     | Был избран городским головой на третьем голосовании (перед этим избранные кандидаты отказывались от должности). После ухода с должности в 1883—1887 годах был ректором Императорского университета Св. Владимира. Привлекал деньги меценатов на строительство школ, защищал бедных студентов. |
| Иван Андреевич Толли                      | 1884—1887                     | Основал пивоварный завод на Жилянской улице. В 1868 году стал почётным гражданином Киева. Жертвовал на больницы, приюты для детей. Был председателем Киевского комитета торговли и мануфактур. В 1887 году был повторно избран городским головой, но отказался от должности по состоянию здоровья. В том же году скончался и был похоронен на Байковом кладбище, затем его прах перенесли в Благовещенскую церковь на Мариинско-Благовещенской улице, которую он построил на собственные деньги. |
| Степан Михайлович Сольский                | 1887—1900                     | В эти годы происходило рождения первого в стране электрического трамвая и гражданского архитектурного бума, обустройства Киевской гавани, ставшей одной из самых больших и удобных в Европе. Город начал освещаться электричеством. В нём в числе первых в стране появился телефон. Осуществлялось важное для Киева начинание — устройство централизованной канализации. После эпидемии холеры 1892 года Степан Михайлович активно добивался развития в городе артезианского водоснабжения. Также под его началом велось культурное строительство: завершили строительство Владимирского собора и был установлен памятник Богдану Хмельницкому. Сольский много содействовал непростому разрешению вопроса строительства Хоральной синагоги, началось возведение нового здания городского театра на месте сгоревшего. При Сольском в городе была проведена Киевская сельскохозяйственная и промышленная выставка 1897 года, которая получила солидный статус всероссийской. В Киеве организовалось Вольно-пожарное общество. Сольский многое сделал для увеличения казны. Скончался на посту в ноябре 1900 года. |
| Василий Николаевич Проценко               | 1900—1906                     | Окончил медицинский факультет Императорского университета Св. Владимира. Доктор медицины. Был директором и попечителем Александровского детского приюта. В 1906 году отказался от баллотирования в гласные нового состава думы и сдал должность. При нём была построена Караимская кенаса и Дом с химерами. |
| Ипполит Николаевич Дьяков                 | 1906—1916                     | Окончил курс математических наук в Университете Св. Владимира. В июне 1916 года ушел в отставку по собственному желанию. Работал организатором всевозможных выставок за рубежом по коневодству. В годы его правления в Киеве состоялись Всероссийская выставка и киевская Олимпиада; появились электрические фонари на улицах. Весной 1919 года, при большевиках, был привлечен к суду революционного трибунала за то, что, будучи при гетмане Павле Скоропадском председателем правительственной комиссии по управлению городом, провёл операции по снабжению угля «таким образом, что заказанный городом уголь куда-то исчез и до сего времени безуспешно разыскивается». Был женат на внучке Густава Эйсмана (дочери его умершей от родов дочери). Эмигрировал в Германию. |
| Фёдор Степанович Бурчак                   | 1916—1917                     | Окончил медицинский факультет Императорского университета Св. Владимира, работал сельским врачом в Минской губернии. Заместитель Ипполита Дьякова; исполнял обязанности городского головы после отставки последнего 20 июня 1916 года. |

## Революция и гражданская война (1917—1920)

### Введение градоначальства
Проект выделения Киева из губернского подчинения и введения градоначальства был подан в 1912 году тогдашним киевским губернатором А. Ф. Гирсом. Вопрос об учреждении Киевского градоначальства был «принципиально решен» лишь к началу 1917 года. В 1918 году, в правление гетмана Павла Скоропадского, киевским градоначальником был генерал Хануков. В сентябре того же года он был уволен в месячный отпуск, и исполняющим обязанности градоначальника стал Карл Петрович Маршалк, бывший помощник начальника московской уголовной полиции.

### Городские главы
8 (21) августа 1917 года первая киевская демократическая (всенародно избранная) Дума избрала городским головой адвоката Евгения Петровича Рябцова. Номинально он оставался на этом посту без перерыва вплоть до ноября 1919 года, хотя в периоды господства большевиков фактической властью в городе ни Дума, ни городской голова не обладали; когда большевики уходили из Киева (в марте 1918 и августе 1919 года), деятельность органов городского самоуправления возобновлялась. В ноябре 1919 года, когда Киев был под властью Добровольческой армии, возник конфликт между городской управой и вышестоящей властью, результатом которого стала отставка управы, а вместе с ней и Рябцова с поста городского головы. На его место был назначен бывший до этого товарищем (заместителем) городского головы Пётр Эрастович Бутенко.
С 1919 года — вместо городского головы должность называется «председатель горсовета».

## Довоенный период (1921—1941)
| Имя                             | Период руководства | Интересные факты |
| ------------------------------- | ------------------ | --- |
| Ян Борисович Гамарник           | 1921—1923          | Город был разделён на пять районов и построена Боярская узкоколейка. Обвинен в участии в антисоветском заговоре, покончил жизнь самоубийством в 1937 году. Реабилитирован посмертно. |
| Григорий Фёдорович Гринько      | 1924—1925          | Вместо Киевской губернии появился Киевский округ. Обвинен в участии в антисоветском заговоре, арестован в 1937 году, расстрелян в 1938 году. Реабилитирован посмертно. |
| Пантелеймон Иванович Свистун    | 1925               | Была создана Государственная академическая опера, открылся Русский драматический театр. Обвинен в участии в антисоветском заговоре, арестован и расстрелян в 1938 году. Реабилитирован посмертно. |
| Панас Петрович Любченко         | 1925—1927          | Начато строительство городской электростанции, Киевской кинофабрики. Обвинен в участии в антисоветском заговоре, покончил жизнь самоубийством в 1937 году. Реабилитирован посмертно. |
| Юрий Александрович Войцеховский | 1928—1932          | Введение в эксплуатацию Киевской электростанции. Обвинен в участии в антисоветском заговоре, арестован и расстрелян в 1937 году. Реабилитирован посмертно. |
| Иван Анисимович Воробьёв        | 1932               | Образовалась Киевская область. Обвинен в участии в антисоветском заговоре, арестован и расстрелян в 1937 году. Реабилитирован посмертно. |
| Василий Григорьевич Быструков   | 1932—1934          | В январе 1934 года было принято постановление о перенесении столицы Украины в Киев. После переноса столицы УССР в Киев снят с должности. Обвинен в участии в антисоветском заговоре, арестован в 1937 году. Реабилитирован посмертно.                                                                                           |
| Рафаил Романович Петрушанский   | 1934—1937          | После переноса столицы УССР в Киев кооптирован в состав горсовета и избран его председателем. Обвинен в участии в антисоветском заговоре, арестован и расстрелян в 1937 году. Реабилитирован посмертно. |
| Павел Демьянович Христич        | 1937               | Обвинен в участии в антисоветском заговоре, покончил жизнь самоубийством в 1937 году. |
| Тарас Спиридонович Митулинский  | 1937               | Исполнял обязанности председателя горсовета в течение одних суток. Арестован на следующий день после избрания исполняющим обязаности председателя горсовета. Обвинен в участии в антисоветском заговоре, арестован и расстрелян в 1937 году. Реабилитирован посмертно. В его честь названа улица в г. Тетиеве Киевской области. |
| Николай Александрович Пашко     | 1937—1938          | Арестован в июне 1938 года. Освобождён в 1939 году за отсутствием состава преступления. Дальнейшая судьба неизвестна. |
| Иван Саввич Шевцов              | 1938—1941          | Погиб во время отступления из Киева в сентябре 1941 года. В его честь названа улица в Киеве. |

## Немецкая оккупация(1941—1943)
В период немецкой оккупации Киев входил в состав Рейхскомиссариата Украина. Рейхскомиссариат делился на шесть генеральных округов (Generalbezirke), во главе каждого из которых стоял генеральный комиссар (Generalkommissar); но пять крупнейших городов Рейхскомиссариата, в том числе Киев, управлялись городскими комиссарами, или штадткомиссарами (Stadtkommissar). Главой местного самоуправления был бургомистр (Bürgermeister). Штадткомиссар выполнял функции надзора за городским самоуправлением.
Таким образом, генеральный комиссар приблизительно соответствовал губернатору в Российской империи; штадткомиссар — градоначальнику; бургомистр — городскому голове.

### Глава гражданской администрации округа (гебитскомиссар — окружной комиссар)
| Имя          | Должность                         | Период руководства                               |
| ------------ | --------------------------------- | ------------------------------------------------ |
| Хельмут Вилл | обербургомистр, окружной комиссар | 20 октября 1941—6 ноября 1943, формально до 1944 |

### Главы военной администрации округа (генералкомиссар — генеральный комиссар)
| Имя               | Звание, должность                      | Период руководства            |
| ----------------- | -------------------------------------- | ----------------------------- |
| Хельмут Квитцрау  | бригадефюрер СА , генеральный комиссар | 20 октября 1941—февраль 1942  |
| Вальдемар Магуния | оберфюрер СА, генеральный комиссар     | 14 февраля 1942—6 ноября 1943 |

### Главы гражданской администрации города (штадткомиссары — городские комиссары)
| Имя              | Должность                                  | Период руководства   |
| ---------------- | ------------------------------------------ | -------------------- |
| Мусс             | городской комиссар, полковник              | 1941                 |
| Марве            | городской комиссар                         | 1941—1942            |
| Реденбахер И. А. | городской комиссар, зондерфюрер            | 1942                 |
| Фридрих Рогауш   | городской комиссар, оберштурмбаннфюрер СС  | конец июля 1942—1943 |
| Берндт           | городской комиссар, нахвуксфюрер, майор СА | 1943                 |

### Главы военной администрации города (штадткоманданты — городские военные коменданты)
| Имя              | Звание, должность                | Период руководства                                          |
| ---------------- | -------------------------------- | ----------------------------------------------------------- |
| Курт Эберхард    | генерал-майор, военный комендант | 26 сентября 1941—1 июля 1942                                |
| Мартин фон Рёмер | генерал-майор, военный комендант | 1 июля 1942—? (в отставке с 31 декабря 1943)                |
| Вальтер Фиров    | генерал-майор, военный комендант | 13 августа 1943—16 декабря 1943 (с 6 ноября 1943 формально) |

### Бургомистры
| Имя                              | Период руководства                 | Интересные факты |
| -------------------------------- | ---------------------------------- | --- |
| Оглоблин Александр Петрович      | 21 сентября 1941 — 25 октября 1941 | Инициировал собрание архивных материалов о преступлениях коммунистического режима. Было восстановлено движение трамвая, подача электричества. Поощрял деятельность украинских национальных организаций, издание литературы на украинском языке (журнал «Литавры»), входил в Украинский национальный совет. |
| Владимир Пантелеймонович Багазий | 29 октября 1941 — 19 февраля 1942  | При нём был создан ряд департаментов городской управы, Украинский Красный Крест, функционировал Украинский Национальный Совет как орган представительства интересов украинцев перед оккупационной властью. Инициировал издание ряда украинских газет — «Украинское слово», «Литавры». Активно продвигал кадры ОУН на руководящие должности в городской управе. Основал АО «Украинское издательство». Арестован немецкой властью; расстрелян, предположительно в Бабьем Яру.                                               |
| Леонтий Иванович Форостовский    | февраль 1942 — ноябрь 1943         | Была проведена перепись населения Киева; согласно её результатам, по состоянию на 1 апреля 1942 в Киеве проживало 352 139 человек, тогда как до начала войны — 846 000 человек. Организовал футбольную команду «Старт». Значительное внимание Форостовский уделял хозяйственной жизни города, транспорту, ремёслам, торговле, поддерживал приусадебное хозяйство. При нём действовал Музей-архив переходного периода. При участии Форостовского было обнаружено массовое захоронение жертв НКВД на Лукьяновском кладбище. |

## Послевоенный период (1943—1991)
| Имя                             | Должность                                                               | Период руководства                | Интересные факты |
| ------------------------------- | ----------------------------------------------------------------------- | --------------------------------- | --- |
| Леонид Викторович Лебедь        | Председатель исполкома Киевского городского совета депутатов трудящихся | декабрь 1943 — 29 июня 1944       | Начались работы по восстановлению Крещатика, было принято постановление об организации Софийского заповедника. Снят с должности как не оправдавший себя на работе |
| Фёдор Васильевич Мокиенко       | Председатель исполкома Киевского городского совета депутатов трудящихся | 29 июня 1944 — 2 февраля 1946     | продолжил восстановление города из руин, возобновил работу несколько столичных музеев. |
| Фёдор Кузьмич Чеботарёв         | Председатель исполкома Киевского городского совета депутатов трудящихся | 2 февраля 1946 — ноябрь 1947      | Открыт памятник Ленину, состоялись первые выборы в местные советы. |
| Алексей Иосифович Давыдов       | председатель исполкома Киевского городского совета депутатов трудящихся | ноябрь 1947 — 20 октября 1963     | Вышла в эфир первая передача Киевского телецентра, построен мост им. Патона, в новом здании начал работу цирк, открыта первая линия метрополитена и аэропорт в Борисполе. Куренёвская трагедия. |
| Михаил Иосифович Бурка          | председатель исполкома Киевского городского совета депутатов трудящихся | 2 декабря 1963 — 15 августа 1968  | Массовое строительство новых стадионов и хрущёвок. |
| Владимир Алексеевич Гусев       | председатель исполкома Киевского городского совета депутатов трудящихся | 15 августа 1968 — 1 ноября 1979   | |
| Валентин Арсентьевич Згурский   | председатель Киевского горисполкома                                     | 1 ноября 1979 — 17 января 1990    | В рамках подготовки и проведения Летних Олимпийских игр 1980 года проведена реконструкция Киевского Центрального стадиона и других спортивных сооружений города, активная застройка жилмассивов Теремки, Оболонь, Выгуровщина-Троещина, Мостицкий, Радужный, Южная Борщаговка и Харьковский, реконструированы памятник архитектуры «Золотые ворота» и историческая местность Подол, заложена новая Сырецко-Печерская линия метрополитена. Член оперативной комиссии правительства УССР и председатель оперативной группы по ликвидации Чернобыльской аварии и её последствий. |
| Николай Васильевич Лаврухин     | председатель Киевского горисполкома                                     | 17 января 1990 — 29 декабря 1990  | |
| Арнольд Григорьевич Назарчук    | председатель Киевского горсовета                                        | 15 мая — 1 ноября 1990            | |
| Григорий Дмитриевич Малышевский | председатель Киевского горсовета и горисполкома                         | 20 декабря 1990 — 3 сентября 1991 | С 8 января 1991 по 3 сентября 1991 по совместительству являлся председателем горисполкома Киевсовета. |

## Независимая Украина (c 1991)
Должности градоначальника в украинском законодательстве не предусмотрено. Высшими должностными лицами в Киеве с 1991 года были глава местного самоуправления и глава исполнительной власти. В некоторые периоды эти две должности занимало одно и то же лицо, причем одно время такое совместительство было обусловлено законом.
Должность главы местного самоуправления называлась:
- Председатель Киевского горсовета (до 1997)
- Городской голова (с 1997)

Должность главы исполнительной власти называлась:
- Председатель исполкома Киевского горсовета (до 1992)
- Представитель Президента Украины в Киеве (1992—1995)
- Глава Киевской городской государственной администрации (КГГА) (с 1995)

Председатель Киевского горсовета вначале избирался Киевсоветом. С сентября 1991 года эту должность занимал Александр Мосиюк. 3 марта 1992 года на сессии Киевсовета его председателем был избран Василий Нестеренко. В 1994 году впервые состоялись всенародные выборы председателя, победу в которых (во втором туре) 10 июля 1994 одержал Леонид Косаковский. В 1997 году в украинском законодательстве появилось понятие «городской голова»; таким образом, Леонид Косаковский стал Киевским городским головой. В 1999 году должность Киевского городского головы была зафиксирована в Законе Украины «О столице Украины — городе-герое Киеве». В 1998 году городским головой был избран Александр Омельченко, в 2006 году — Леонид Черновецкий.
Председателем исполкома Киевского горсовета до марта 1992 года был тот же Александр Мосиюк, с 3 марта 1992 года — Иван Данькевич. 5 марта 1992 года был принят Закон Украины «О Представителе Президента Украины». Представитель Президента, назначавшийся Президентом, был главой местной государственной администрации (заменившей собой исполком) в каждой области, районе, а также Киеве и Севастополе (как городах государственного подчинения) и в каждом районе Киева и Севастополя. Представитель Президента был, таким образом, главой исполнительной власти в Киеве. Согласно закону, в его функции также входило обеспечение и контроль за реализацией законов Украины, указов Президента Украины, постановлений Верховной Рады и Кабинета Министров Украины; Представитель имел право требовать от должностных лиц прекращения их противозаконных действий и входить с представлениями об их освобождении. Следовательно, в определенной мере Представитель Президента был аналогом градоначальника (или губернатора) в традиционном смысле слова.
20 марта 1992 года Представителем Президента Украины в Киеве был назначен Иван Салий. 12 апреля 1993 года он был уволен с этой должности, и тем же указом исполняющим обязанности главы Киевской городской государственной администрации был повторно назначен Иван Данькевич. Менее чем через три недели, 29 апреля 1993 года, Представителем Президента Украины в Киеве был назначен Леонид Косаковский. Когда в июле 1994 года он же был избран председателем Киевского городского совета, должности главы местного самоуправления и главы исполнительной власти снова оказались совмещены в одном лице. 10 июля 1995 года должность Представителя Президента Украины в Киеве была де-факто упразднена (хотя закон о Представителях Президента утратил силу лишь через два года), и Леонид Косаковский стал главой Киевской городской государственной администрации.
19 июля 1996 года Леонид Косаковский был уволен с должности главы Киевской городской государственной администрации «за допущенные нарушения действующего законодательства и недочёты в руководстве администрацией». 8 августа 1996 года на его место был назначен его бывший первый заместитель Александр Омельченко; таким образом, в городе снова возникло «двоевластие». Как результат возникшего конфликта, в 1997 году деятельность Леонида Косаковского на посту городского головы была практически заблокирована. Кризис был разрешён лишь в мае 1999 года, когда Александр Омельченко был избран городским головой.
В 2002 году Александр Омельченко был повторно избран на пост городского головы. Но поскольку в 2003 году ему исполнялось 65 лет, возник вопрос о том, может ли он оставаться на назначаемой должности главы Киевской городской государственной администрации. 25 декабря 2003 года Конституционный суд Украины принял решение, согласно которому Президент обязан назначать главой Киевской городской государственной администрации избранного городского голову (а возрастные ограничения на эту должность, согласно тому же решению, не распространяются). Таким образом, положение о назначении Президентом главы исполнительной власти в Киеве формально осталось в силе, но фактически Президент лишился в этом вопросе возможности выбора.
В согласии с упомянутым решением, после победы на выборах городского головы в 2006 году Леонида Черновецкого, 20 апреля 2006 года указом Президента Украины он был назначен главой Киевской городской государственной администрации. После победы Леонида Черновецкого в 2008 году на досрочных выборах Киевского городского головы Президент Украины своим указом подтвердил его назначение на должность главы Киевской городской государственной администрации.
7 сентября 2010 года в закон «О столице Украины — городе-герое Киеве» было внесено изменение, которое фактически аннулировало вышеупомянутое решение Конституционного суда (хотя в явном виде это не упоминалось) и возвращало Президенту право назначать главу Киевской городской государственной администрации по своему усмотрению; с этого момента городским головой и главой городской государственной администрации вновь могут быть разные лица.
16 ноября 2010 года указом Президента Украины Черновецкий был освобождён от должности главы Киевской городской государственной администрации, и в тот же день на эту должность был назначен Александр Попов.
С осени 2010 года Леонид Черновецкий фактически самоустранился от выполнения обязанностей городского головы. В октябре 2011 года секретарь Киевсовета Галина Герега заявила, что постоянно общается с Леонидом Черновецким, который руководит городом «в телефонном режиме», сказав при этом, что не знает, где он находится физически.
В марте 2012 года глава КГГА Александр Попов заявил, что, по его мнению, «столицей должен управлять один человек, который будет одновременно и руководителем КГГА, и городским головой».
В июне 2012 года Леонид Черновецкий написал заявление об отставке с поста Киевского городского головы. 12 июля 2012 года Киевский городской совет принял его отставку. С этого момента обязанности городского головы временно исполняет секретарь Киевского городского совета Галина Герега.
14 декабря 2013 года Александр Попов был отстранён от должности главы Киевской городской государственной администрации в связи с подозрением в причастности к нарушению конституционных прав граждан на Майдане Незалежности в ночь на 30 ноября.
После отстранения Александра Попова от должности обязанности главы Киевской городской государственной администрации выполнял Анатолий Голубченко.
25 января 2014 года Александр Попов был уволен с должности . В этот же день главой Киевской городской государственной администрации был назначен Владимир Макеенко.

### Главы исполнительной власти
| Председатели исполнительного комитета Киевского городского совета 1991-1992 |  |                                        |                                  | |
| -                                                                           |  | Александр Мосиюк (род. 1955) (и.о.)    | 9 сентября 1991 — 3 марта 1992   | На момент избрания — кандидат физ.-мат. наук, младший научный сотрудник Института физики АН УССР. Исполнял обязанности председателя горсовета (Г. Д. Малышевский был в отпуске) во время августовского путча 1991 года. При нём был снят памятник Ленина на площади Независимости. Одновременно председатель Киевского городского совета. |
| -                                                                           |  | Иван Данькевич (род. 1952) (и.о.)      | 3 марта 1992 — 20 марта 1992     | В 1993 году председатель Киевской городской государственной администрации. |
| Представитель Президента Украины в городе Киеве 1992-1994                   |  |                                        |                                  | |
| 1                                                                           |  | Иван Салий (1943—2020)                 | 20 марта 1992 — 12 апреля 1993   | |
| -                                                                           |  | Иван Данькевич (род. 1952) (и.о.)      | 12 апреля 1993 — 29 апреля 1993  | В 1992 году председатель исполнительного комитета Киевского городского совета. |
| 2                                                                           |  | Леонид Косаковский (род. 1950)         | 29 апреля 1993 — 10 июля 1994    | Родился в селе Черновцы Могилев-Подольского района Винницкой области. Окончил радиофизический факультет Киевского университета и Киевскую высшую партийную школу. С 1980 года — на партийной работе. С апреля 1993 по июль 1994 года — представитель Президента Украины в Киеве. 10 июля 1994 года всеобщим голосованием киевлян был избран Киевским городским головой. С июля 1995 по июль 1996 года — глава Киевской городской государственной администрации. В 1997—1998 годах — Киевский городской голова. |
| Председатель исполнительного комитета Киевского городского совета 1994-1995 |  |                                        |                                  | |
| 1                                                                           |  | Леонид Косаковский (род. 1950)         | 10 июля 1994 — 10 июля 1995      | Одновременно председатель Киевского городского совета. |
| Председатели Киевской городской государственной администрации с 1995        |  |                                        |                                  | |
| 1                                                                           |  | Леонид Косаковский (род. 1950)         | 10 июля 1995 — 19 июля 1996      | Назначен после передачи полномочий горисполкомов горгосадминистрациям. Одновременно председатель Киевского городского совета. |
| 2                                                                           |  | Александр Омельченко (1938—2021)       | 19 июля 1996 — 20 апреля 2006    | С 19 июля и.о., а с 8 августа 1996 по апрель 2006 года — глава Киевской городской государственной администрации. В апреле 1998 избран Киевским городским головой. С 30 мая 1999 года по 14 апреля 2006 года — городской голова - председатель Киевского городского совета. Обширная постройка жилья, каждый год открывали новую станцию метро. Вместе с тем, массово демонтировались и закрывались трамвайные линии в центре города. |
| 3                                                                           |  | Леонид Черновецкий (род. 1951)         | 20 апреля 2006 — 16 ноября 2010  | Одновременно киевский городской голова - председатель Киевского городского совета. Является автором принятого в 2003 году закона «О защите общественной морали от продукции, пропагандирующей порнографию». На свои деньги содержит бесплатную ежедневно работающую столовую в киевском районе Дарница, в которой нуждающийся может получить пищу и одежду. Черновецкий и его команда передала в аренду частным предприятиям более ста детских садов г. Киева для последующей реализации в них коммерческих предприятий, несмотря на формальное сохранение профильной деятельности этих дошкольных учебных заведений. Леонид Черновецкий совместно с Киевским городским советом выставили на продажу более десятка посольств и представительства Европейской комиссии. Вопреки протесту прокуратуры, был выставлен на продажу памятник архитектуры и самый старый детский сад столицы «Орлёнок». Продажа детского сада имела планомерный характер. 25 декабря 2008 год детский сад был передан с баланса Печерского района на баланс города. |
| 4                                                                           |  | Александр Попов (род. 1960)            | 16 ноября 2010 — 14 декабря 2013 | С 1994 по 1997 гг. городской голова г. Комсомольск (Полтавская область). В 2007 и 2010 годах министр по вопросам жилищно-коммунального хозяйства Украины. Отстранён от должности главы Киевской городской государственной администрации 14 декабря 2013 года по ходатайству Генеральной прокуратуры Украины в связи с подозрением в причастности к нарушению конституционных прав граждан, которые 30 ноября 2013 года находились на Майдане Независимости в г. Киеве. Уволен с должности 25 января 2014 года. |
| -                                                                           |  | Анатолий Голубченко (род. 1950) (и.о.) | 14 декабря 2013 — 25 января 2014 | В 1992-1995 годах министр промышленности Украины. В 1997-1998 годах Первый вице-премьер-министр Украины. |
| 5                                                                           |  | Владимир Макеенко (род. 1965)          | 25 января 2014 — 7 марта 2014    | |
| 6                                                                           |  | Владимир Бондаренко (1952—2021)        | 7 марта 2014 — 25 июня 2014      | Народный депутат Украины 5-ти созывов (1998-2014). |
| 7                                                                           |  | Виталий Кличко (род. 1971)             | С 25 июня 2014                   | Одновременно киевский городской голова - председатель Киевского городского совета. |

### Главы местного самоуправления
| Председатели Киевского городского совета 1991-1997                                                             |  |                                     |                                | |
| - |  | Александр Мосиюк (род. 1955) (и.о.) | 3 сентября 1991 — 3 марта 1992 | Одновременно председатель исполнительного комитета Киевского городского совета.                                                                                |
| 1 |  | Василий Нестеренко (1943—1998)      | 3 марта 1992 — 2 августа 1994  | Родился в селе Ленинское Ошской области (Киргизия). Доктор экономических наук, профессор. Трагически погиб в марте 1998 года.                                  |
| 2 |  | Леонид Косаковский (род. 1950)      | 2 августа 1994 — 12 июня 1997  | До 1995 года одновременно председатель исполнительного комитета Киевского городского совета и Киевской городской государственной администрации.                |
| Киевский городской голова (одновременно исполняет обязанности председателя Киевского городского совета) с 1997 |  |                                     |                                | |
| 1 |  | Леонид Косаковский (род. 1950)      | 12 июня 1997 — 12 мая 1998     | |
| 2 |  | Александр Омельченко (1938—2021)    | 30 мая 1999 — 14 апреля 2006   | Одновременно председатель Киевской городской государственной администрации. С 30 апреля 1998 по 30 мая 1999 являлся председателем Киевского городского совета. |
| 3 |  | Леонид Черновецкий (род. 1951)      | 14 апреля 2006 — 12 июля 2012  | До 16 ноября 2010 одновременно председатель Киевской городской государственной администрации.                                                                  |
| - |  | Галина Герега (род. 1959) (и.о.)    | 12 июля 2012 — 5 июня 2014     | С 20 апреля 2011 года по 13 июня 2014 года заместитель Киевского городского головы Киева — секретарь Киевского городского совета.                              |
| 4 |  | Виталий Кличко (род. 1971)          | С 5 июня 2014                  | С 25 июня 2014 одновременно председатель Киевской городской государственной администрации.                                                                     |